# Valeriodoce Esporte Clube
Valeriodoce Esporte Clube é uma agremiação esportiva sediada em Itabira, no estado de Minas Gerais, fundada a 22 de novembro de 1942.

## História
Foi fundado por funcionários da empresa estatal Companhia Vale do Rio Doce (atual Vale S.A.). Quando a empresa foi vendida pelo governo, cessaram as contribuições para o clube, mas em contrapartida, houve o repasse do estádio, o qual, lhe pertencia.
Foi o primeiro clube do interior, na era Mineirão, a ter um artilheiro do estadual, Luiz Alberto com 12 gols, em 1978.
O clube chegou a disputar as Séries B (em 1988 e 1989) e C (em 1994 e 1995) do Campeonato Brasileiro de Futebol.
Campeão Mineiro do Interior de 1978, a última partida da fase de classificação para o quadrangular final Araxá 0 e 1 Valério concretizando o Título de Campeão Mineiro do Interior de 1978, sendo a final do quadrangular adiada para o início do ano de 1979 devido as chuvas do final do ano de 1978. Nesta partida final foi lançado o atleta juvenil Casaca pelo técnico Hilton Chaves, e posteriormente conseguindo a titularidade e faixa de capitão do time no quadrangular final, sendo o melhor em campo na partida Cruzeiro 1x0 Valério.

### A privatização da Vale do Rio Doce e o início da decadência
O clube continuou estável até 1998, quando houve a privatização da Companhia Vale do Rio Doce pelo Governo Federal, e a partir dai, o clube passou a sofrer com rebaixamentos e diversos problemas financeiros, devido a falta de interesse de empresários e de apoio da prefeitura de Itabira, chegando a oscilar entre o Módulo I (primeira divisão) e o Módulo II (segunda divisão) várias vezes.
Mas, a partir de 2010, a situação financeira que já era ruim, piorou de vez, quando o Valério foi rebaixado para a Terceira Divisão do Campeonato Mineiro após terminar em penúltimo na classificação geral.
Depois disso, o clube passou fazer campanhas medianas na terceirona do estadual, contudo, em 2019, por falta de candidatos a presidente do clube, o Valério optou por retirar de competições profissionais, sendo assim, foi licenciado de competições da Federação Mineira de Futebol de 2019 a 2022.

### O retorno aos gramados
Depois de três anos afastado de competições profissionais, o Valério retornou ao profissional em 2022, disputando a terceira divisão do Campeonato Mineiro, em 2023 o Valério conseguiu se classificar como vice campeão da terceira divisão do Mineiro. Assim, o Valério voltou a disputar a segunda divisão do Campeonato Mineiro em 2024, onde está até hoje.

## Títulos
| ESTADUAIS | ESTADUAIS                      | ESTADUAIS | ESTADUAIS         |
|           | Competição                     | Títulos   | Temporadas        |
| --------- | ------------------------------ | --------- | ----------------- |
|           | Campeonato Mineiro - Módulo II | 1         | 1964              |
|           | Torneio Incentivo Mineiro      | 1         | 1980              |
|           | Torneio Início                 | 2         | 1962 e 1969       |
|           | Campeonato Mineiro do Interior | 3         | 1969, 1971 e 1978 |

### Campanhas de destaque
- Vice-Campeonato Mineiro da Segunda Divisão: 2003.
- Vice-Campeonato Mineiro  da Terceira Divisão: 2023.

### Categorias de Base
- Campeonato Mineiro de Juniores: 3 vezes (1986, 1989 e 1990).

## Estatísticas

### Participações
|  | Participações em 2025 |

| Competição   | Competição         | Temporadas | Melhor campanha     | Anos                                  | P | R |
| Minas Gerais | Campeonato Mineiro | 43         | 3º colocado (1969)  | 1959-1963, 1965-2000, 2004-2005       |   | 3 |
| Minas Gerais | Módulo II          | 11         | Campeão (1964)      | 1964, 2001-2003, 2006-2010, 2024-2025 | 2 | 1 |
| Minas Gerais | Segunda Divisão    | 9          | Vice-campeão (2023) | 2011-2016, 2018, 2022-2023            | 1 |   |
| Brasil       | Série B            | 2          | 7º colocado (1988)  | 1988-1989                             | – | – |
| Brasil       | Série C            | 2          | 6º colocado (1994)  | 1994-1995                             | – | – |

## Símbolos

### Mascote
Fernando Pieruccetti ou Mangabeira, o chargista que criou os principais mascotes mineiros, escolheu para o clube a ave ferreiro (ou araponga). Mais tarde o clube resolveu adotar o dragão como símbolo, em homenagem a locomotiva "Maria Fumaça", que era chamada de "Dragão", devido à fumaça que soltava.

## Ranking da CBF
- Posição: 121º
- Pontuação: 56 pontos

Ranking criado pela Confederação Brasileira de Futebol que pontua todos os times do Brasil.